# Jodocus Willich
Jodocus Willich (ur. 1501 w Reszlu, zm. 12 listopada 1552 w Halle) – niemiecki polihistor i lekarz, wieloletni profesor Viadriny we Frankfurcie nad Odrą.

## Życiorys
Od 1516 studiował na uniwersytecie Viadrina, uzyskując tam w 1517 tytuł bakałarza, w 1522 magistra. Po zakończeniu studiów wybrany na profesora macierzystej uczelni, wykładał tam początkowo m.in. grekę i retorykę. W kolejnych latach uczył się medycyny i został lekarzem. W roku 1535 wszedł w skład poselstwa wysłanego do Krakowa przez elektora brandenburskiego Joachima II z prośbą do króla Polski Zygmunta I Starego o rękę córki króla Jadwigi. W poselstwie Willich był tłumaczem z niemieckiego na łacinę, którą rozumiały obie strony. Dzięki sukcesowi misji, Willich po powrocie na uniwersytet Viadrina był wspierany przez elektora, który mianował go ponadto osobistym lekarzem na czas odbywanej przez władcę kampanii przeciw Turkom prowadzonej w 1542 na Węgrzech, a w 1543 włączył w skład kolejnego poselstwa do Krakowa. W trakcie tego pobytu zwiedził kopalnię soli kamiennej w Wieliczce i opublikował jej opis w tymże roku w Krakowie pt. De Salinis Cracovianis observatio ... (drugie wydanie ukazało się w 1645 r. staraniem Jana Brożka).
J. Willich publikował swoje prace na temat twórczości starożytnych uczonych i poetów Grecji oraz Rzymu, dokonywał przekładów antycznych tekstów, pisał też na tematy religijne, m.in. przełożył z hebrajskiego niektóre psalmy i Księgę Hioba, oprócz tego napisał także traktaty medyczne.